# Смоквица Мала
43° 43′ 26″ N 15° 29′ 15″ E / 43.72389° С; 15.48750° И
Смоквица Мала је ненасељено острвце у хрватском дијелу Јадранског мора. Налази се у Корнатском архипелагу око 0,4 km источно од Смоквице Веле. Њена површина износи 0,011 km², док дужина обалске линије износи 0,52 km. Највиши врх је висок 7 m. Грађена је од кречњака и доломита кредне старости. Административно припада општини Муртер-Корнати у Шибенско-книнској жупанији.